# Bell Weir Lock

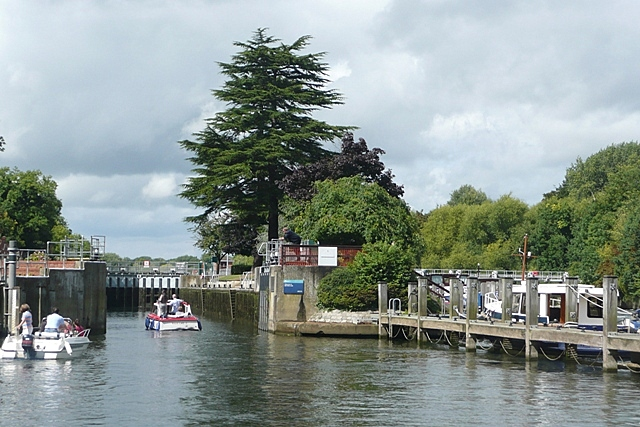
Das Bell Weir Lock

Das Bell Weir Lock ist eine Schleuse in der Themse bei Egham in Surrey, England. Sie liegt nur wenig flussaufwärts der Mündung des Colne Brook und der M25 Runnymede Bridge. Die Schleuse wurde 1817 von der Thames Navigation Commission gebaut.

## Geschichte
Den ersten Vorschlag für eine Schleuse gab es 1811. Sie wurde im Winter 1817/18 gebaut und war zunächst als Egham Lock bekannt, bekam ihren Namen dann aber nach Charlie Bell, dem ersten Fährmann an dieser Stelle. Das Wehr brach 1827 unter dem Gewicht des Eises im Fluss zusammen und die Schleuse stürzte 1866 ein. Die Schleuse und das Wehr wurden 1867 wiederaufgebaut. Die Schleuse wurde 1877 in Stein erneuert. Ein neues Wehr wurde 1904 gefertigt.

## Der Fluss oberhalb der Schleuse
Zuerst wird die Insel The Island und dann Magna Carta Island erreicht. Es folgen Pats Croft Eyot und Friary Island.
Der Themsepfad verläuft bis zum Old Windsor Lock auf der südlichen Seite des Flusses.